# Тагиев, Эльмир Фаррух оглы
Эльмир Фаррух оглы Тагиев (азерб. Elmir Fərrux oğlu Tağıyev; род. 23 мая 2000, Мингечевир) — азербайджанский футболист. Полузащитник. Выступает за «Кяпаз».

## Карьера
Родился 23 мая 2000 года в Мингечевире.
С 2021 года выступал за «Сабаил». В июле 2023 года перешёл в «Кяпаз» на правах аренды. Сезон 2023/2024 провёл в «Кяпазе».
Летом 2024 года ушёл из «Сабаила». 4 июля 2024 года заключил контракт с клубом «Кяпаз». Контракт рассчитан до 30 июня 2025 года.
В ходе сезона 2024/2025 получил разрыв мыщцы. В ноябре 2024 года был прооперирован в Стамбуле.